# Cubana-Flug 1216
Auf dem Cubana-Flug 1216 verunglückte am 21. Dezember 1999 eine McDonnell Douglas DC-10-30, die von der AOM French Airlines für die Cubana betrieben wurde, bei der Landung auf dem Flughafen La Aurora in Guatemala-Stadt. Die aus Havanna kommende Maschine schoss dabei über die Landebahn hinaus und stürzte in ein Wohngebiet, wobei 18 Personen getötet und 57 verletzt wurden.

## Flugzeug

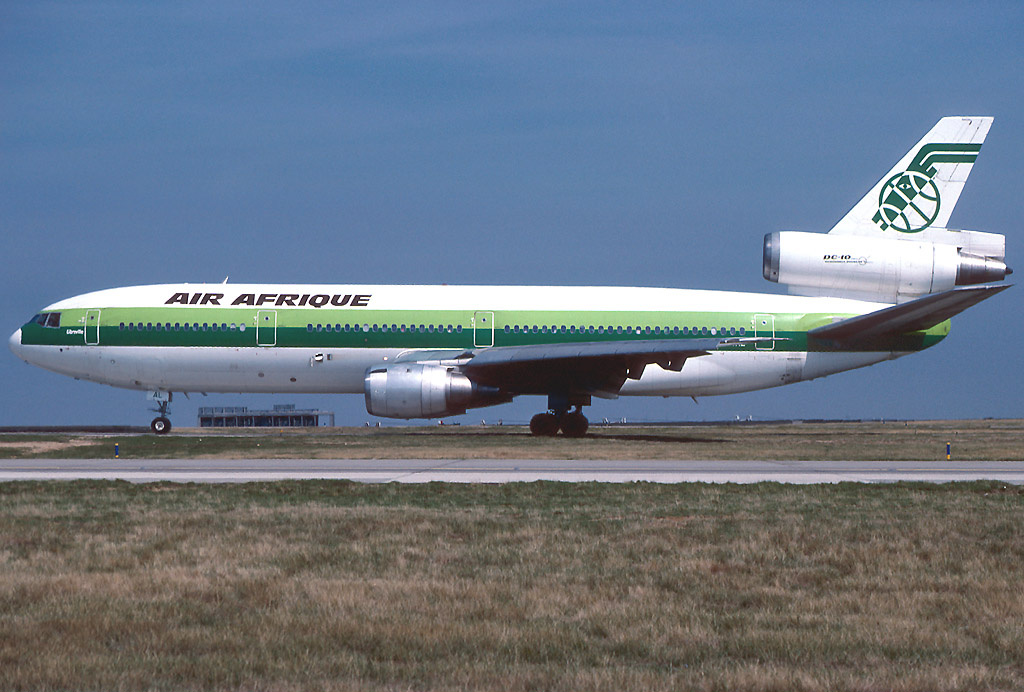
Die Maschine während ihrer Betriebszeit bei der Air Afrique im Juni 1993

Bei der verunglückten Maschine handelte es sich um eine McDonnell Douglas DC-10-30. Das Flugzeug trug die Werksnummer 46890, es handelte sich um die 77. DC-10 aus laufender Produktion, welche im Werk von McDonnell Douglas in Long Beach, Kalifornien endmontiert wurde. Die Maschine absolvierte am 6. Dezember 1972 ihren Erstflug und wurde am 28. Februar 1973 an die Air Afrique ausgeliefert, wo sie das Luftfahrzeugkennzeichen TU-TAL und den Taufnamen Libreville erhielt. Ab dem 6. Februar 1985 war die Maschine an die JAT Yugoslav Airlines verleast, ehe sie am 13. November 1986 als Leasingrückläufer zur Air Afrique zurückkehrte. Zum 5. Januar 1996 übernahm die AOM French Airlines die Maschine und ließ sie mit dem Kennzeichen F-GTDI zu. Die AOM French Airlines verleaste die Maschine an die Cubana, welche sie mit eigenen Besatzungen betrieb. Das dreistrahlige Langstrecken-Großraumflugzeug war mit drei Triebwerken des Typs General Electric CF6-50C2 ausgestattet. Die Gesamtbetriebsleistung der Maschine bis zu dem Unfall belief sich auf 85.760 Betriebsstunden, auf die 27.331 Starts und Landungen entfielen.
Am 24. Juli 1987 war die Maschine auf dem Air-Afrique-Flug 056, mit dem die Strecke Brazzaville-Bangui-Rom-Paris geflogen werde, entführt und zum Flughafen Genf umgeleitet worden. Der Entführer, der der PFLP angehörte, erschoss einen französischen Fluggast und verletzte einen senegalesischen Flugbegleiter, ehe er von der Schweizer Polizei überwältigt werden konnte.

## Besatzung
Es befand sich eine 18-köpfige Besatzung an Bord, die sich aus einer dreiköpfigen Cockpitbesatzung und eine 15-köpfigen Kabinenbesatzung zusammensetzte. 
Die dreiköpfige Cockpitbesatzung setzte sich zusammen aus einem Flugkapitän, einem Ersten Offizier und einem Flugingenieur:
- Der 54-jährige Flugkapitän Jorge Toledo (* 13. April 1945) war kubanischer Staatsbürger. Von 1963 bis 1972 arbeitete er als Seefahrer, seine Pilotenkarriere begann er erst danach. Ab dem 17. April 1972 war er Erster Offizier an Bord der Iljuschin Il-14, ab dem 18. Juni 1973 Kapitän und ab dem 18. Mai 1974 Prüfkapitän in Maschinen dieses Typs. Ab dem 7. Januar 1976 war er Kapitän und ab dem 29. November Prüfkapitän in Maschinen des Typs Antonow An-24, ab dem 9. September 1978 war er Erster Offizier in Maschinen des Typs Iljuschin Il-18, ab dem 25. März 1979 Kapitän in Maschinen der Typen Cessna 401 und Cessna 411, im Jahr 1985 flog er als Kapitän Maschinen der Marke Learjet sowie die Dassault Falcon 20, im Juni 1986 war er Kapitän und im Juni 1988 Prüfkapitän an Bord der Tupolew Tu-154. Im Februar 1991 absolvierte er einen Kurs mit dem Airbus A310, wurde jedoch nie auf diesem Flugzeugtyp eingesetzt. Die McDonnell Douglas DC-10 flog er seit dem 13. Juni 1993 als Kapitän. Der Flugkapitän verfügte über 16.117 Stunden Flugerfahrung, von denen er 4.872 Stunden im Cockpit der DC-10 absolviert hatte.

- Der 41-jährige Erste Offizier (* 22. November 1958) war ebenfalls kubanischer Staatsbürger. Am 3. August 1978 wurde er zum Piloten der Antonow An-2 ausgebildet, am 31. Oktober 1983 zum Flugingenieur. Während seiner Ausbildung zum Flugingenieur flog er auch die Jakowlew Jak-18. Er flog ab dem 23. Juni 1985 als Erster Offizier und ab dem 9. September 1988 als Kapitän die Antonow An-24. Ab dem 8. Januar 1990 flog er im Rang des Ersten Offiziers die Iljuschin Il-18. Ab dem 14. Februar 1992 wurde er als Erster Offizier auf der Jakowlew Jak-42 eingesetzt. Die DC-10 flog er seit dem 9. November 1993 im Rang des Ersten Offiziers. Der Erste Offizier verfügte über 8.115 Stunden Flugerfahrung, von denen er 4.156 Stunden im Cockpit der DC-10 absolviert hatte.

- Der 59-jährige Flugingenieur (* 20. Oktober 1940) war kubanischer Staatsbürger. Ab dem 27. Oktober 1965 arbeitete er als Wartungsmechaniker an den Flugzeugtypen Bristol Britannia 318, Iljuschin Il-18, Iljuschin Il-14, Douglas DC-3, Curtiss C-46 und Douglas DC-4. Ab dem 4. Juni 1966 wurde er als Bordmechaniker auf den Flugzeugtypen Bristol Britannia und Iljuschin Il-18 eingesetzt. Ab dem 2. August 1973 war er Ingenieursausbilder an Bord der Bristol Britannia 318, ab dem 8. September 1976 Flugingenieur an Bord der Douglas DC-8, ab dem 20. September 1977 Flugingenieur und ab dem 3. Mai 1979 Ingenieursausbilder an Bord der Iljuschin Il-62, ab dem 29. Oktober 1992 Flugingenieur an Bord der McDonnell Douglas DC-10 und seit dem 17. Februar 1993 Ingenieursausbilder in Maschinen dieses Typs. Er hatte 22.819 Stunden Flugerfahrung, davon hatte er 4.939 Stunden an Bord der DC-10 absolviert.

Darüber hinaus befanden sich zwei Purser im Alter von je 52 Jahren und 13 Flugbegleiterinnen im Alter von 26 bis 39 Jahren an Bord.

## Passagiere
Den Flug von Havanna nach Guatemala-Stadt hatten 296 Passagiere angetreten. Bei dem Flug CU1216 handelte es sich um einen Charterflug der Cubana, auf dem aus Guatemala stammende Studierende an kubanischen Universitäten zu den Weihnachtsferien nach Hause zu ihren Familien ausgeflogen werden sollten. Entsprechend waren 274 der Passagiere Studierende mit Staatsangehörigkeiten von Guatemala, die an der Lateinamerikanischen Medizinischen Hochschule in Kuba und anderen kubanischen Universitäten studierten.

## Unfallhergang
Der Flug verlief bis zum Anflug auf Guatemala-Stadt ohne besondere Vorkommnisse. Am Flughafen La Aurora wehte der Wind aus 360 Grad mit einer Geschwindigkeit von 8 Knoten, die Sichtweiten betrugen 6 Seemeilen und die Wolkendecke befand sich in einer Höhe von 2200 Fuß. Die Besatzung erhielt eine Freigabe zur Landung auf Landebahn 19 des Flughafens. Die Landebahn war zum Zeitpunkt der Landung nass. Die Maschine setzte etwa auf der Mitte Landebahn auf und überschoss diese, durchbrach die Flughafenumzäunung und schlitterte einen Hang hinunter in eine Wohnsiedlung im Stadtteil La Libertad. Die Maschine riss zehn Wohnhäuser nieder.

## Opfer
Bei dem Unfall wurden 16 Personen an Bord der Maschine getötet, darunter acht Passagiere und acht Besatzungsmitglieder, zu denen auch der Flugkapitän Jorge Toledo gehörte. Auch zwei Personen in der Siedlung starben. Von den Verletzten an Bord der Maschine erlitten ein Besatzungsmitglied und neun Passagiere schwere Verletzungen, sechs Besatzungsmitglieder und 21 Passagiere wurden leicht verletzt, ebenso wie 20 Bewohner der Siedlung. Drei Besatzungsmitglieder und 258 Passagiere erlitten keine Verletzungen.

## Ursache
Der Unfall wurde auf die fehlerhafte Entscheidung der Besatzung gegen die Durchführung eines Fehlanfluges und eine unzureichende Bremsung zurückgeführt. Dem Überschießen der Landebahn sei ein visuell stabilisierter Anflug unter Verwendung der PAPI-Befeuerung vorausgegangen. Nach dem Unfall wurden die Spoiler in der verriegelten Flug-Konfiguration gefunden, während der FDR aufzeichnete, dass diese nach der Landung aufgestellt wurden. Der Handgriff für die Spoiler im Cockpit, der nach dem Aufsetzen des Hauptfahrwerks automatisch betätigt wird, befand sich in einer undefinierten Position. Der Grund für diese Diskrepanz wurde bei der Unfalluntersuchung nicht ermittelt.